# Phyllodoce intermedia
Phyllodoce intermedia är en ljungväxtart som först beskrevs av William Jackson Hooker, och fick sitt nu gällande namn av Per Axel Rydberg. Phyllodoce intermedia ingår i släktet lappljungssläktet, och familjen ljungväxter. Inga underarter finns listade i Catalogue of Life.